# Студенин, Борис Андреевич
Борис Андреевич Студенин (23 сентября 1934, Алма-Ата, Казахская ССР, СССР — 9 марта 2023, там же) — советский казахстанский альпинист и тренер, мастер спорта СССР международного класса, заслуженный тренер Казахской ССР, неоднократный чемпион и призёр чемпионатов СССР по альпинизму, четырежды «Снежный барс» (1975, 1978, 1983, 1987). Награждён орденом «Знак Почёта» и альпинистским орденом «Эдельвейс».

## Краткая биография
В 1952 году окончил среднюю школу с медалью и без экзаменов был зачислен в Казахский горно-металлургический институт. По окончании института имел спортивные разряды по 13 видам спорта, выбрал для себя основной — альпинизм. В дальнейшем совмещал работу геолога и занятие спортом.

## Карьера

### Геологическая
Закончив Казахский горно-металлургический институт в 1957 году, был направлен на работу в Южно-Казахстанское геологическое управление. Много лет работал геологом высокогорных партий (от простого геолога до начальника партии).

### Спортивная
На счету у Студенина более 600 вершин, на которых он побывал. Он 34 раза совершил восхождения на семитысячники Советского Союза. Пять раз он поднимался на пик Хан-Тенгри, пять раз на пик Корженевской, десять раз на пик Коммунизма и десять раз на пик Ленина. На пик Победы (7439м) он совершил четыре восхождения. В основном по разным маршрутам.
С 1961 по 1991 год бессменный капитан и тренер команды Республиканского совета ДСО «Спартак». Он и его команда — неоднократные чемпионы и призёры чемпионатов СССР по альпинизму. На его счету 115 успешно подготовленных и проведенных горных экспедиций, сборов и альпиниад. Организовал и провёл две спортивно-исследовательские экспедиции в Джунгарском Алатау (1960 и 1963 г.), в результате чего на карту этого района были нанесены более 100 вершин, на 38 из них совершены первовосхождения и составлены описания маршрутов, провел четыре всесоюзные экспедиции на Памир и Тянь-Шань.

### Тренерская
С 1961 года тренер команды РС ДСО «Спартак». За свою тренерскую работу Студенин подготовил большое количество мастеров спорта, кандидатов в мастера и других разрядников. У него тренировались заслуженные мастера спорта СССР Владимир Сувига, Юрий Голодов, Олег Маликов и другие. Много лет работал тренером в Международном альпинистском лагере «Памир». По его инициативе и под его руководством в Казахстане были основаны первые международные альпинистские лагеря МАЛ «Чимбулак» (1986—1988), а затем МАЛ «Хан-Тенгри» (1989—1990).

### Общественная работа
С 1958 по 1983 год был заместителем Председателя Федерации альпинизма и туризма (позже альпинизма и скалолазания) в Казахстане, а с 1983 по 1989 год — её Председателем.

## Значимые восхождения
- 1. Талгарская подкова. Первое зимнее прохождение. Руководитель. (1965)
- 2. Траверс пик Баянкол-пик Казахстан-пик Карлытау-пик Мраморная стена, первопрохождение, руководитель, серебро чемпионата СССР. (1965).
- 3. Пик Ушба, двойной траверс. Первое зимнее прохождение, не повторен. (1965).
- 4. Северная стена пик Свободная Корея. 5б+1 к/тр, первопрохождение, руководитель, золото чемпионата СССР. (1966 г.)
- 5. Пик Мраморная стена (6400 м), Первое зимнее прохождение (до 6146). Руководитель. (1966).
- 6. Траверс Шатры — Саладина — Хан-Тенгри 6 к/тр, первопрохождение, руководитель, золото чемпионата СССР. (1968)
- 7. Пик Хан-Тенгри по Мраморному ребру. (1969)
- 8. Пик Победы через пик Важа-Пшавела. 6 к/тр. (1969)
- 9. Пик Победы с перевала Чон-Терен до перевала Дикий. 6 к/тр. Серебро чемпионата СССР. (1970)
- 10. Пик Хан-Тенгри по центру северной стены. 6 к/тр, первопрохождение, руководитель, золото чемпионата СССР. (1974)
- 11. Пик Революции с юга. 6 к/тр. первопрохождение, руководитель.(1979)
- 12. Траверс пик Калинина — пик Коммунизма. 6 к/тр, руководитель, бронза чемпионата СССР. (1983).
- 13. Пик Коммунизма по Кузьмину. 6 к/тр, руководитель.
- 14. Пик Победы с перевала Дикий. 6 к/тр. Руководитель. (1983)
- 15. Пик Хан-Тенгри (1987)

## Награды и звания
- Мастер спорта СССР (1960).
- Почетный мастер спорта СССР (1966).
- Мастер спорта СССР международного класса (1971).
- Заслуженный тренер Казахской ССР по альпинизму (1969).
- Судья республиканской категории по скалолазанию (1980).
- Судья всесоюзной категории по альпинизму (1985)
- Старший инструктор-методист по альпинизму.
- Заслуженный инструктор туризма Республики Казахстан (2002).
- Четырежды чемпион СССР, многократный серебряный призёр.
- Четырежды «Снежный барс» (1963, 1975, 1986, 1987).
- Награждён орденом «Знак Почёта» (1985).
- Кавалер альпинистского ордена «Эдельвейс» (1998).
- Неоднократно почётные знаки «За развитие физкультуры и спорта» СССР и Республики Казахстан(2002).
- Почетный Знак НОК РК.